# Овражжя
Овражжя (рос. Овражье) — селище Полєського району, Калінінградської області Росії. Входить до складу Тургенєвського сільського поселення.
Населення —  34 особи (2015 рік). 

## Населення
| 2002 | 2010 |
| ---- | ---- |
| 26   | ↗34  |